# Павловский наперсный крест
Напе́рсный крест от Святейшего Синода выдаваемый (Павловский напе́рсный крест) — Императорская (в 1797—1881 годах), затем Синодальная награда для православного духовенства, выдававшаяся протоиереям и священникам как знак признания их заслуг, и составлял четвертую, по порядку, награду (после набедренника, скуфьи и камилавки). Представлял собою четырёхконечный крест — в отличие от введённого в практику позднее обычного в настоящее время для русского духовенства (иереев) восьмиконечного наперсного креста.

## История награды и её статус
Практика награждения духовенства, в том числе наперсными крестами, была законодательно оформлена в царствование императора Павла I. 18 декабря 1797 года императором Павлом I установлен наградной наперсный крест, выдававшийся лицам белого духовенства за заслуги. Указ императора Святейшему синоду гласил:

А дабы священники могли за отличные заслуги удостоиться и особливых почестей, определяем в пользу белого священства: во-первых, получение креста для ношения на цепи на шее.
Во-вторых, употребление фиолетовой бархатной камилавки или скуфьи.
И, наконец, третье, для знатнейших из них митры, каковую употребляют архимандриты.

С тем, однако же, что сии отличные почести не инако как по воле или утверждению Нашему даваемы или дозволяемы будут.
После учреждения «Павловский наперсный крест» стал называться «Наперсный крест от Святейшего Синода выдаваемый», хотя в действительности эта награда утверждалась императором.
Протоиереям, затем и священникам, имеющим такой наперсный крест или его позднюю модификацию, разрешалось принимать и носить подносимые им прихожанами наперсные кресты с драгоценными украшениями (с 1881 года одновременно с обычным или наградным крестом запрещалось носить более одного поднесённого).
В современности многие священники, у которых «Павловский наперсный крест» передавался из поколения в поколение, носят его с особым чувством — как знак преемственности, духовной связи с предшественниками.

## Описание внешнего вида
Крест был четырёхконечный размером 11 х 7,5 см на цепи 126 см длиной, которые изготавливались из серебра «84 пробы» с позолотой общей массой 165 грамм.
На лицевой стороне помещалось накладное рельефное изображение Распятия, позднее — не накладное, начертанное. Над ним криптограмма «I H Ц I» («Иисус Назарянин, Царь Иудейский»).
На оборотной стороне размещены: наверху вензель императора Павла I, ниже надписи: 
«пресвитеру, дающему ѡбразъ вѣрнымъ словомъ и житіемъ» и «ѹстановлено въ благочестивое царствованіе великаго государѧ ИМПЕРАТОРА ПАѴЛА I 1797», ещё ниже: «декабря 18».

## Модификации
С 1820 года такой же крест, но весь золотой, с литым Распятием на лицевой стороне, и изображением императорской короны вместо вензеля императора — на оборотной, жаловался из Кабинета Его Величества придворным священникам, а также священникам православных заграничных церквей при поступлении их на службу, и оставлялся им навсегда, если они прослужат при тех церквах не менее семи лет.
Золотой наперсный крест практически аналогичного дизайна был учреждён высочайшим повелением императора Николая I от 26 мая 1843 года для награждения священнослужителей христианских иностранных исповеданий.
Современный наградной иерейский крест РПЦ основан на дизайне «павловского» или «кабинетного».